# Ginés Navarro
Ginés Navarro (¿?, ¿? - Sevilla, 6 de abril de 1734; fl. 1700-1732) fue un compositor y maestro de capilla español.
La biografía de Ginés Navarro está dificultada por informaciones contradictorias dadas por distintos musicólogos. Rodrigo Madrid y Juan Flores dan a entender que Ginés Navarro era un arpista que sustituyó a su tío, Matías Navarro, como maestro de capilla de la Catedral de Orihuela en 1728, pasando posteriormente a ser maestro de capilla de la Colegiata de Baza y luego arpista en la Capilla Real de Granada. En cambio, para Juan Pérez Berná, que ha estudiado la música y los músicos en la Catedral de Orihuela, Ginés Navarro fue maestro de capilla de la Catedral de Guadix de 1717 a 1732, desplazándose de forma puntual en 1728 a Orihuela para ocuparse de las fiestas patronales de la ciudad, manteniendo antes y después el magisterio accitano. Posteriormente sería maestro de seises en la Catedral de Sevilla. Ambas trayectorias no son compatibles, a pesar del punto común en Orihuela en 1728, por lo que es de suponer que hubo dos compositores arpistas de nombre Ginés Navarro.

## Vida
Es muy poco lo que se sabe de Ginés Navarro. Se desconoce tanto su lugar de nacimiento como su formación musical. Es desconocido si estaba emparentado con otros músicos españoles de Aragón y Valencia de la época apellidados Navarro, como Matías Navarro, maestro de capilla de la Catedral de Orihuela, y su sobrino, el mencionado segundo Ginés Navarro.
Las primeras noticias que se tienen de él son de 1700, cuando se encontraba en la Colegiata de Santa María de Elche. De 1700 a diciembre de 1707 trabajó de arpista en la Colegiata de Elche, para posteriormente pasar a Cartagena, en la provincia de Murcia.
En 1717 pasó de Cartagena al magisterio de la Catedral de Guadix. Tras el fallecimiento del maestro Francisco José Rodríguez hacia junio de 1717, el obispo de Guadix, Juan de Montalbán y Gámez, se encargó, con ayuda del obispo de Cartagena, Luis Antonio de Belluga y Moncada, de buscar a un candidato adecuado, que fue encontrado en Ginés Navarro. En 1702 consiguió la congrua y se ordenó sacerdote.
Su magisterio se vio marcado por la falta de medios de la Catedral, que se vio obligada a rebajar los ya escasos salarios de los músicos en 20 ducados. El problema, causado por los mismos capitulares, se mantuvo durante toda la década, sobreviviendo los músicos a base de ayudas de costa a voluntad de los capitulares. Así, por ejemplo ocurrió en 1724 y en 1727. Hasta 1729 no se reinstauraron los sueldos oficiales en la capilla de música.
En 1724 se presentó a las oposiciones al magisterio de la Catedral de Sevilla, pero sin éxito, ya que el magisterio fue para Pedro Rabassa. Pero en 1732 consiguió el cargo de maestro de seises en la misma Catedral de Sevilla, por lo que rápidamente se despidió de Guadix el mismo 1 de abril de 1732.

Mandó el Cavildo que a Dn. Jines Navarro Maestro de Seises se le corra el Salario desde el dia que comparecio al Colegio a servir su empleo, que fue el dia 8 de Febrero de este año.
Actas capitulares de la Catedral de Sevilla, 4 de marzo de 1732

Navarro enseguida retomó el cargo que había sido ocupado de forma interina por Joseph Monserrat, al que se le pagaron 600 reales por su esfuerzo. En 1733 Navarro ya participaba en los jurados para examinar al sochantre. Permanecería en el cargo hasta su fallecimiento el 6 de abril de 1734.

El Señor Canonigo D. Manuel de Reyna, Visitador del Colegio del Señor Sn. Isidoro dio quenta al Cabildo haver fallecido esta madrugada Dn. Gines Navarro, Presbitero Maestro de Seises de esta Santa Iglesia, para que el Cabildo se sirviese dar providencia, para la asistencia a dichos Seises, y alguna ayuda de costa para el entierro de dicho Maestro, pues havia fallecido baxo la declaracion de pobre. Y el Cabildo aviendo oydo a dicho Sr. mandó se le Doble en la Torre, y entierro como a ministro de dicho Colegio, y se le libren de limosna por una vez para su entierro sinquenta Ducados vn. de donde llevaba el Salario, y que sea por mano de dicho Sr. Visitador, para que dicho señor disponga que sea decente en entierro, y distribuya dicha cantidad como mejor convenga, y nombró a Dn. Joseph Navarro, Presbitero Racionero Organista de esta Santa Iglesia para que asista, y enseñe a dichos Seises, por lo tocante a Musica, y por lo que mira al Canto llano al Veintenero Dn. Juan Limon, Presbitero Interin se da la
providencia.
Actas capitulares de la Catedral de Sevilla, 6 de abril de 1734

A pesar de haber fallecido pobre de solemnidad, parece que Ginés Navarro mantenía a una prima-hermana y a su sobrino de 10 años en su casa, que solicitaron ayuda al cabildo sevillano para regresar a su tierra, a Guadix.

Se leyo peticion de Doña Ana de Alvano Prima hermana de Dn. Xines Navarro Presbitero Maestro de Seises, que fue en esta Santa Iglesia en que suplicaba al Cabildo se dignase favorecerle con alguna ayuda de costa para azer su viaje a la Ciudad de Guadix de donde es natural, atendiendo a su mucha pobreza, y a la de un sobrino de edad de 10 años, hallandose en tierra estraña, rodeados de acreedores por haverse empeñado dicho su Primo, con la larga enfermedad, que por mas tiempo de un año padecio. Y el Cabildo aviendo oydo dicha peticion, y el Informe que hizo el señor Visitador del Colegio, y el Sr. Mayordomo del Comunal, de ser sierto todo lo referido y de que a dicho Maestro de Seises no se le dio ayuda de costa alguna, quando vino de Guadix, y trajo a su familia, y de que dicho Maestro murio baxo la declarazion de pobre, mando que por una vez de donde llevaba el Salario, dicho Maestro de Seises se le libren a dicha suplicante sinquenta ducados de vellon, para el fin de dicho viaje.
Actas capitulares de la Catedral de Sevilla, 15 de abril de 1734

## Obra
Solo se conserva una obra de Ginés Navarro en el Colegio del Corpus Christi en Valencia, fechado en 1728: ¡A la muralla, soldados!, dedicado a las Santas Justa y Rufina, aunque no está claro a cual de los dos pertenece.